# シーダー郡 (ミズーリ州)
シーダー郡（英: Cedar County）は、アメリカ合衆国ミズーリ州の西部に位置する郡である。2010年国勢調査での人口は13,982人であり、2000年の13,733人から1.8％増加した。郡庁所在地はストックトン市（人口1,819人）であり、同郡で人口最大の都市はエルドラードスプリングス市（人口3,593人）である。シーダー郡は1845年2月14日に組織化され、郡名はサック川の支流シーダー・クリークに因んで名付けられた。「シーダー」とは地域に多く自生していたエンピツビャクシンの木である。しかし、長い間にエンピツビャクシンは姿を消してきた。これは牧場のために森が伐採されたことと、牛がそれを食べると病気になると農夫が信じて望ましくないと考えられたのが原因である。

## 地理
アメリカ合衆国国勢調査局に拠れば、郡域全面積は498.51平方マイル (1,291.1 km2)であり、このうち陸地475.93平方マイル (1,232.7 km2)、水域は22.57平方マイル (58.5 km2)で水域率は4.53％である。水域には様々な河川やストックトン湖が含まれている。

### 主要高規格道路
- アメリカ国道54号線
- ミズーリ州道32号線
- ミズーリ州道39号線
- ミズーリ州道97号線
- ミズーリ州道215号線

### 隣接する郡
- セントクレア郡 - 北
- ヒッコリー郡 - 北東
- ポーク郡 - 東
- デイド郡 - 南
- バートン郡 - 南西
- バーノン郡 - 西

## 人口動態
以下は2000年の国勢調査による人口統計データである。
| 基礎データ - 人口: 13,733人 - 世帯数: 5,685 世帯 - 家族数: 3,894 家族 - 人口密度: 11人/km2（29人/mi2） - 住居数: 6,813軒 - 住居密度: 6軒/km2（14軒/mi2） 人種別人口構成 - 白人: 96.58% - アフリカン・アメリカン: 0.32% - ネイティブ・アメリカン: 0.66% - アジア人: 0.46% - 太平洋諸島系: 0.04% - その他の人種: 0.50% - 混血: 1.43% - ヒスパニック・ラテン系: 1.11% 年齢別人口構成 - 18歳未満: 24.6% - 18-24歳: 6.4% - 25-44歳: 22.8% - 45-64歳: 25.4% - 65歳以上: 20.8% - 年齢の中央値: 42歳 - 性比（女性100人あたり男性の人口） - 総人口: 95.9 - 18歳以上: 90.5 | 世帯と家族（対世帯数） - 18歳未満の子供がいる: 27.8% - 結婚・同居している夫婦: 57.5% - 未婚・離婚・死別女性が世帯主: 7.9% - 非家族世帯: 31.5% - 単身世帯: 28.1% - 65歳以上の老人1人暮らし: 15.3% - 平均構成人数 - 世帯: 2.35人 - 家族: 2.86人 収入と家計 - 収入の中央値 - 世帯: 26,694米ドル - 家族: 32,710米ドル - 性別 - 男性: 25,017米ドル - 女性: 17,594米ドル - 人口1人あたり収入: 14,356米ドル - 貧困線以下 - 対人口: 17.4% - 対家族数: 11.6% - 18歳未満: 24.8% - 65歳以上: 14.2% |

## 都市と町
| - キャップリンガーミルズ - エルドラードスプリングス - ジェリコスプリングス | - ストックトン - 郡庁所在地 - アンバービューハイツ |

## 政治

### 地方
シーダー郡の地方レベルでは共和党が完全に政治を支配しており、郡の選挙で選ばれる役職を独占している。

#### 2008年大統領予備選挙
2008年の大統領予備選挙で、シーダー郡は二大政党の候補者をどちらも州全体と全国で二位に終わった者を選んだ。民主党の予備選挙ではヒラリー・クリントンが1位となったが、共和党予備選挙では元アーカンソー州知事のマイク・ハッカビーがクリントンより多い得票で1位になった。